# Saint-Remy-en-Bouzemont-Saint-Genest-et-Isson
Saint-Remy-en-Bouzemont-Saint-Genest-et-Isson is een gemeente in het Franse departement Marne in de regio Grand Est en telt 592 inwoners (1999). De plaats maakt deel uit van het arrondissement Vitry-le-François.
Samen met Beaujeu-Saint-Vallier-Pierrejux-et-Quitteur houdt deze gemeente het record van langste gemeentenaam in Frankrijk (38 letters), een titel die gedeeld werd met Saint-Germain-de-Tallevende-la-Lande-Vaumont tot deze gemeente op 1 januari 2016 werd opgeheven.

## Geografie
De oppervlakte van Saint-Remy-en-Bouzemont-Saint-Genest-et-Isson bedraagt 22,2 km², de bevolkingsdichtheid is 26,7 inwoners per km².
De onderstaande kaart toont de ligging van Saint-Remy-en-Bouzemont-Saint-Genest-et-Isson met de belangrijkste infrastructuur en aangrenzende gemeenten.

## Demografie
Onderstaande figuur toont het verloop van het inwonertal (bron: INSEE-tellingen).

1. ↑  Populations de référence 2022.